# Wamos Air
 (février 2018).
Si vous disposez d'ouvrages ou d'articles de référence ou si vous connaissez des sites web de qualité traitant du thème abordé ici, merci de compléter l'article en donnant les références utiles à sa vérifiabilité et en les liant à la section « Notes et références ».
Wamos Air est une compagnie privée espagnole basée à Madrid. Elle exploite principalement des longs courriers et loue ses avions auprès de différentes compagnies, telles que Royal Air Maroc, Finnair, Air Algérie, Corsair, Air Austral, Air Caraïbes ou Air France[réf. nécessaire].

## Destinations
Les vols vers Cancun et Punta Cana sont opérés au départ de Madrid-Barajas. La compagnie assure également des vols spéciaux pour le compte de voyagistes ou de compagnies sollicitant un de leurs appareils.
En août 2009, Royal Air Maroc avait loué pendant 3 semaines l'un de ses appareils à la suite de grèves des pilotes pour assurer une liaison Paris-Casablanca.
Durant l'été 2011 la compagnie Air France a elle aussi loué l'un de ses appareils 747-400 à la suite de nombreuses réparations survenues sur l'un des 777-300ER immatriculé F-GSQP[réf. nécessaire].

## Flotte
Au 12 avril 2019, la flotte de Wamos Air, d'un âge moyen de 19,9 ans, est composée des 9 appareils suivants :

## Galerie

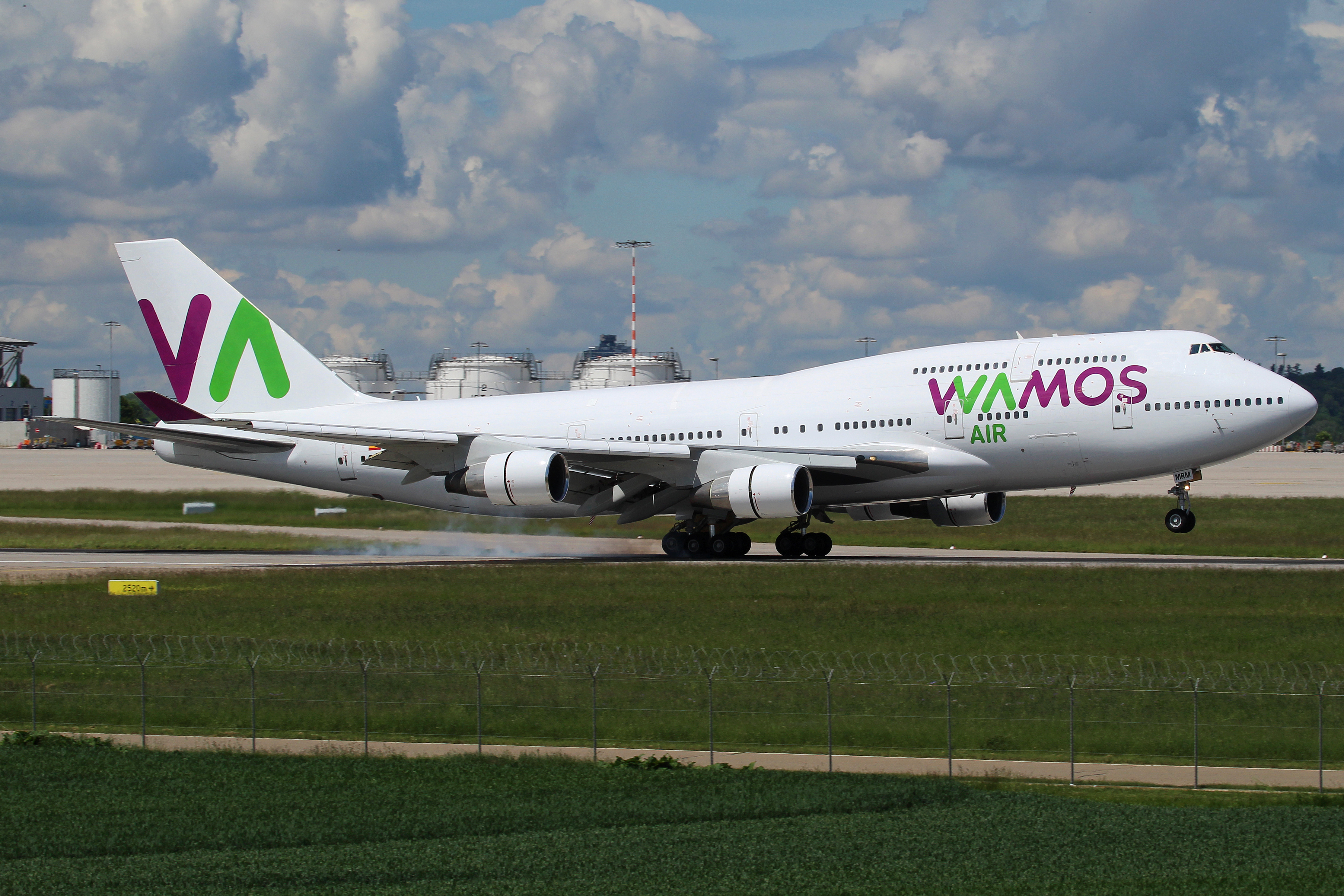
Boeing 747-4H6 en 2019
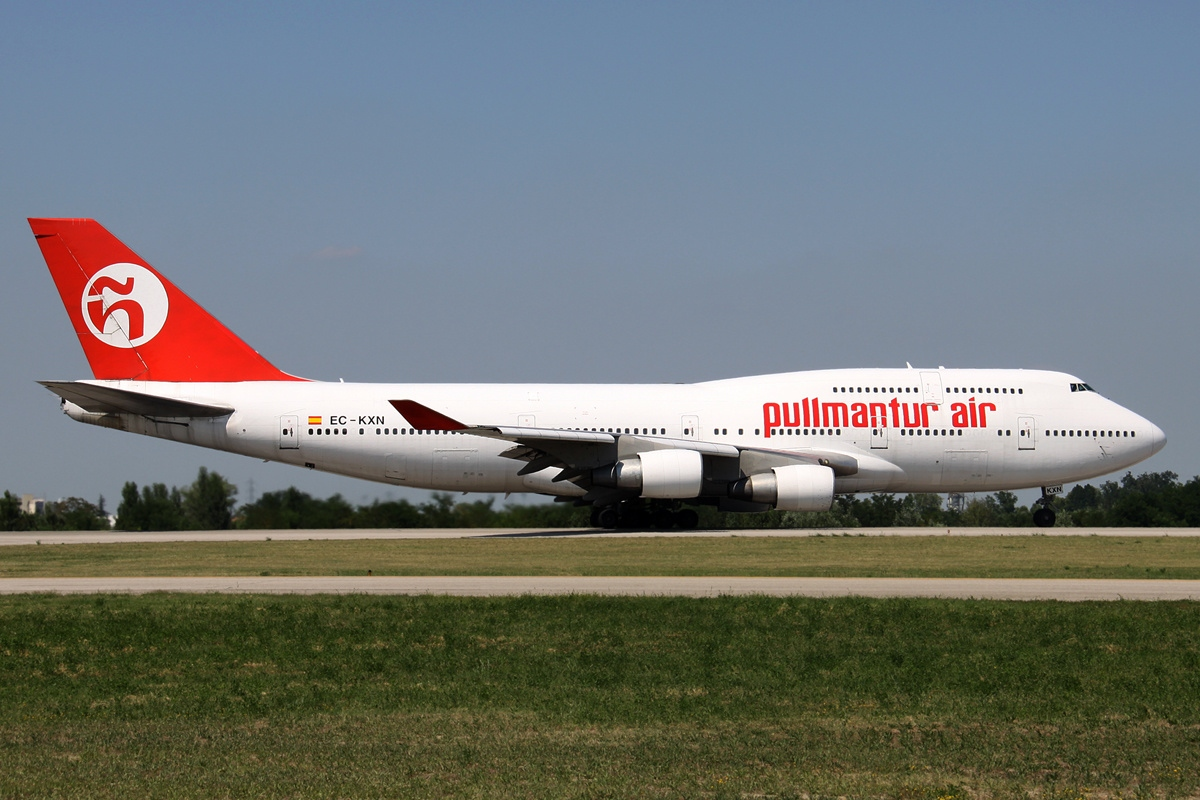
Boeing 747-4H6 en 2011
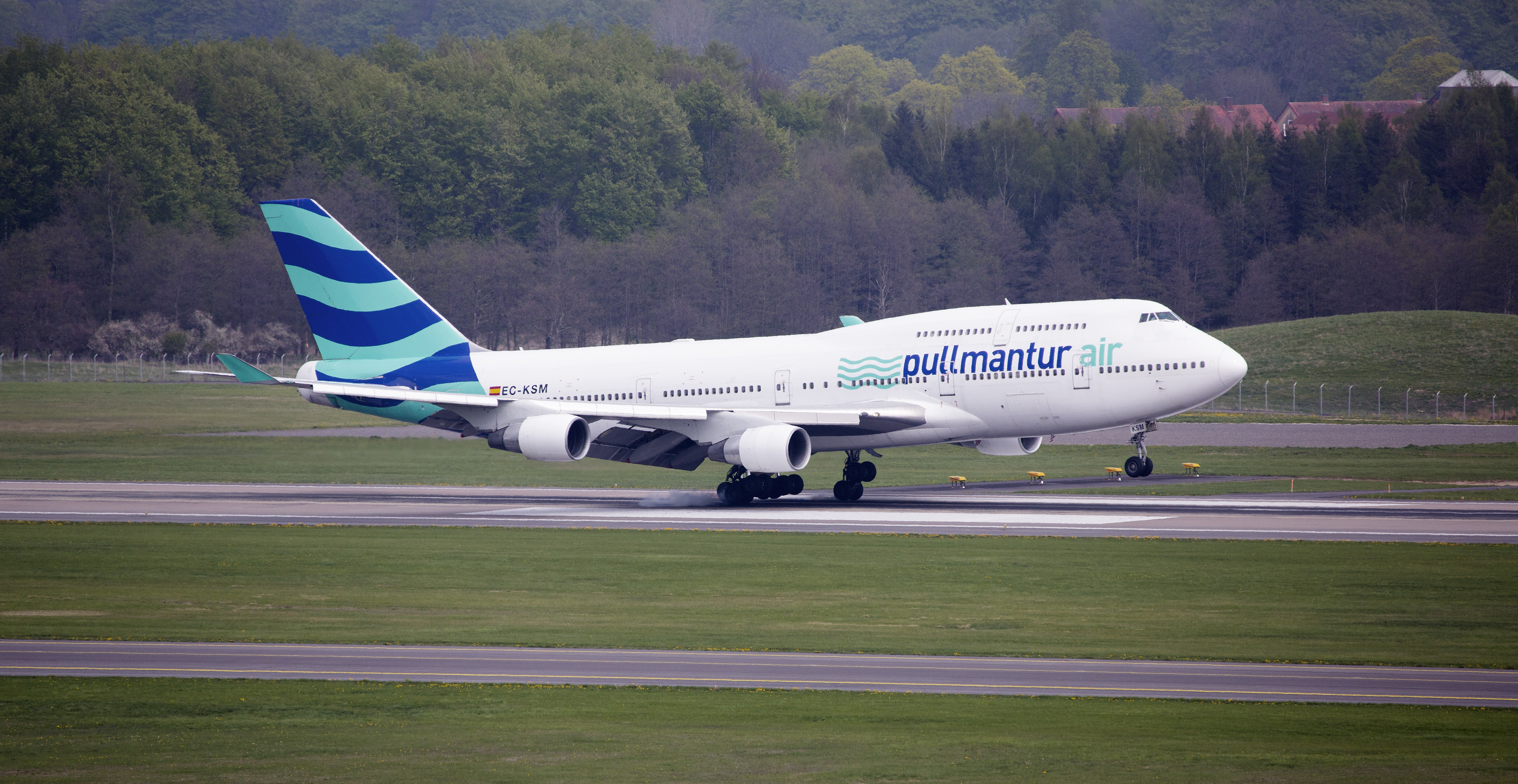
Boeing 747-400 en 2013
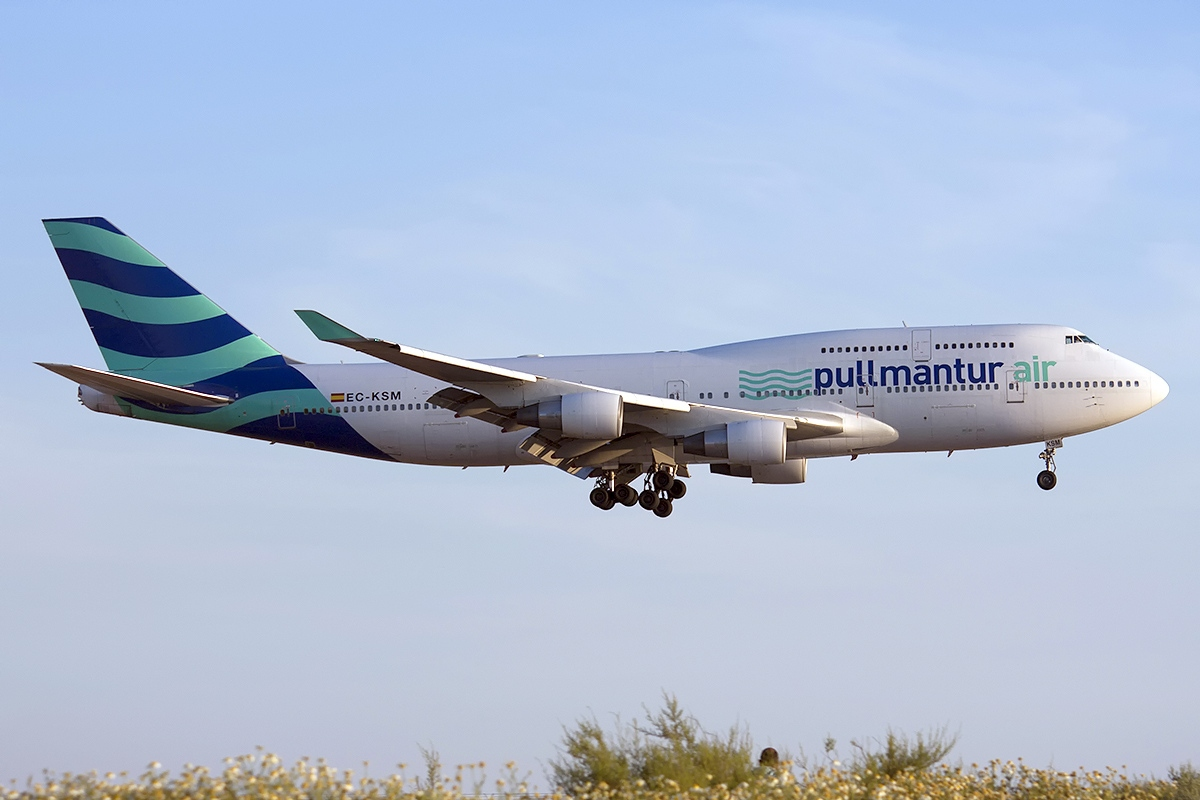
Boeing 747-412 à Faro, Portugal